# Spongiphora croceipennis
Spongiphora croceipennis är en tvestjärtart som beskrevs av Jean Guillaume Audinet Serville 1831. Spongiphora croceipennis ingår i släktet Spongiphora och familjen Labiidae. Inga underarter finns listade i Catalogue of Life.